# John Gross Barnard

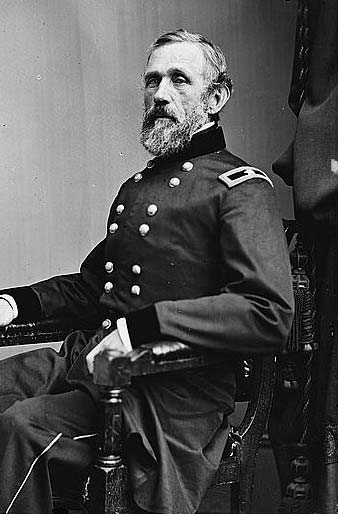
John Gross Barnard

John Gross Barnard, född 19 maj 1815 i Sheffield, Massachusetts, död 14 maj 1882 i Detroit, var en nordamerikansk ingenjörofficer. 
Han genomgick krigsskolan i West Point och tjänstgjorde 1833-51  såsom fortifikationsofficer vid havskustbefästningar (Pensacola, New Orleans samt i Mexiko). 1850-51 förestod han en topografisk expedition till Tehuantepec-näset, var 1855-56 guvernör för krigsskolan i West Point och 1856-61 uppsyningsman över befästningsverken omkring New York samt befordrades till major vid kåren 1858. 
Under inbördeskriget ledde Barnard befästandet av Washington (1861 och 1862-64) samt var chef för ingenjörkåren först vid Potomac-armén (1861-62) och från 1864 vid samtliga arméer i fält. Han utnämndes 1865 till generalmajor vid frivilliga armén och efter fredsslutet till chef för ingenjörkåren. Han erhöll avsked 1881 och dog i Detroit 1882. Barnard var en framstående militärvetenskapsman och utmärkt matematiker. 
Bland Barnards skrifter kan nämnas: Survey of the Isthmus of Tehuantepec (1852), Notes on Sea-Coast Defence (1861), Reports of the Engineer and Artillery Operations of the Army of the Potomac (1863, tillsammans med general Barry) och Problems of Rotary Motion (1872).